# Ramp-Eisstrom
Der Ramp-Eisstrom ist ein rund 300 km langer und bis zu 22 km breiter Eisstrom im ostantarktischen Coatsland. Er fließt aus 1900 m Höhe in nordwestlicher Richtung und mündet südlich der Shackleton Range in den Recovery-Gletscher. 
Das UK Antarctic Place-Names Committee benannte ihn 2020 nach dem Akronym für das Radarsat-1 Antarctic Mapping Project (RAMP) der Canadian Space Agency in Zusammenarbeit mit der NASA zur Kartierung Antarktikas mittels Synthetic Aperture Radar.